# Call of Duty: Modern Warfare 3: Defiance
Call of Duty: Modern Warfare 3 Defiance — шутер от первого лица, выпущенный для Nintendo DS 13 ноября 2011 года. Это пятая игра из серии Call of Duty, разработанная для Nintendo DS.

## Кампания
События в игре начинаются сразу же за окончанием событий Call of Duty: Modern Warfare 2.
Одиночная игра состоит из трех режимов: кампания, воспоминания, спецоперации.

## Персонажи
- Сержант Вильсон — протагонист игры.
- Сержант Варгас — боец Национальной гвардии.
- Капитан Бревер — командир Национальной гвардии.
- Иван Воронин  — главный антагонист.
- Сержант Милтон — протагонист. Боец SFSG.
- Капрал Уиллс — протагонист.
- Рядовой Том Шарп — боец SOE.

## Мультиплеер
Многопользовательская игра рассчитана на 8 человек.